# Jennifer Dunn
Jennifer Jill Dunn, född Blackburn 29 juli 1941 i Seattle, Washington, död 5 september 2007 i Alexandria, Virginia, var en amerikansk republikansk politiker. Hon var ledamot av USA:s representanthus 1993–2005.
Dunn var ordförande för republikanerna i delstaten Washington 1981–1992. Hon studerade vid University of Washington 1960–1962 och avlade 1963 kandidatexamen vid Stanford University. År 1977 skilde hon sig från Dennis Dunn. I kongressen var hon konservativ i ekonomiska frågor men liberal i bland annat abortfrågan. År 2003 gifte hon om sig med Keith Thomson och valde att inte ställa upp till omval i kongressvalet 2004. Från första äktenskapet hade hon sönerna Bryant och Reagan Dunn.